# Comté de Bleckley
Cet article possède des paronymes, voir Beckley.
Le comté de Bleckley est un comté de Géorgie, aux États-Unis.

## Démographie
| 1920   | 1930  | 1940  | 1950  | 1960  | 1970   |
| ------ | ----- | ----- | ----- | ----- | ------ |
| 10 532 | 9 133 | 9 655 | 9 218 | 9 642 | 10 291 |

| 1980   | 1990   | 2000   | 2010   | - | - |
| ------ | ------ | ------ | ------ | - | - |
| 10 767 | 10 430 | 11 666 | 13 063 | - | - |